# Sent Teodorit
Sent Teodorit (en francès Saint-Théodorit) és un municipi francès situat al departament del Gard i a la regió d'Occitània.